# Теравада
Терава́да, Тхерава́да, Ставиравада, Стхавиравада (пали: theravāda, на санскрит: थेरवाद, theravāda; स्थाविरवाद, sthāviravāda – „Учение на най-старите в ордена“) е най-старият клон на будизма, оцелял до днес. Това е Хинаянистка школа (наречена още Палийска школа), принадлежаща към групата на Ставира и развила се от направлението на Вибхаджявадините („Различаваща школа“). Основана е от Моггалипутта Тисса и през 250 г. пр.н.е. е пренесена от Махинда в Цейлон, където се застъпва от монасите от манастира Махавихара. Разглежда се като единствената оцеляла от 18-те школи на Хинаяна („Малката колесница“), запазила първичната форма на будизма. Името Хинаяна в днешно време се избягва, тъй като се счита, че с това се подразбира сравняване с Махаяна – „голямата колесница“.

## Основи
Теравада е най-консервативната школа в будизма. Целта на учението е да се достигне състояние, освободено от всякакви нечистотии и заблуди. В сравнение с Махаяна се използва рационалния подход и простота на ритуалите.

Текста на канона е записан на езика пали. В своите принципи школата се опира на каноничния корпус Трипитака. Учението се оформя на базата на абхидхармичните текстове и на първоначалните изследвания на будистката доктрина. Особено важни са първоначалните изследвания на дхармите като дадености (феномени) и тяхното класифициране.
Учението на Теравада в същността си се състои от Четирите Благородни истини, Осморния път, тезата за зависимото възникване Пратитя-самутпада и доктрината на анатман. Акцентира се върху спасението на отделния човек, което е резултат от собствената му сила и може да се постигне чрез спазване на моралните правила Шила и водене на монашески живот. Идеал на Теравада е архатът. В Теравада, която има силно аналитичен характер, важно място заема Абхидхарма. Важни неканонични текстове са Висудхи-магга и Милиндапанха. Най-изтъкнати догматици са Будагхоша (V в.), двама Дхаммапала (VII в. и Х в.), Анурудха и Будадата.

## История
Приема се, че Теравада е основана по времето на третия будиски събор на сангхата, проведен в Паталипутра (116 или 137 години след паринирваната на Шакямуни), около 250 г. пр. н.е в Индия, при управлението на император Ашока. Благодарение на мисионерската дейност на Ашока, Теравада става известна и на елинистичния запад (Александрия, Антиохия, Атина и др). Някои от едиктите на Ашока били написани на гръцки и арамейски езици.
В днешни дни тя е основна школа на будизма в Шри Ланка (около 70% от населението) и мнозинството континентални страни в Югоизточна Азия (Камбоджа, Лаос, Мианмар, Тайланд). Теравада се практикува традиционно и от някои национални малцинства в Югозападен Китай, Виетнам, Бангладеш, Малайзия. Сравнително скоро Теравада получи разпространение и в Сингапур и Австралия.
През 1891 г. Анагарика Дхармапала основава Общество Маха Бодхи (Maha Bodhi Society), поставяйки началото на будисткото възраждане в Индия.
Понастоящем се наброяват над 100 милиона последователи на Теравада. В най-ново време учението получи разпространение в САЩ и Европа.